# Nazwa Warmii

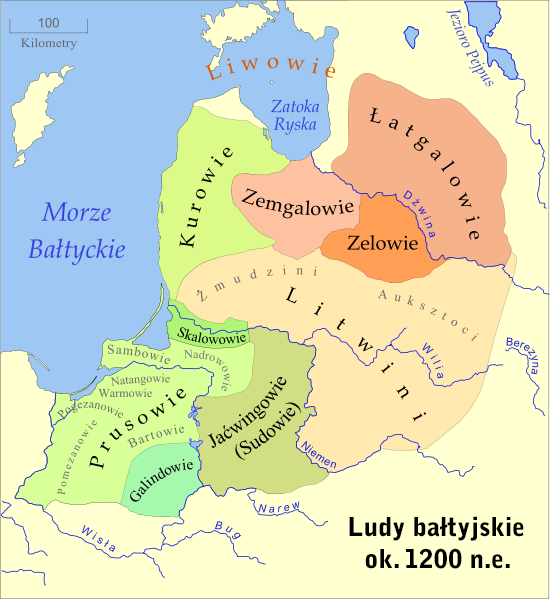
Rozmieszczenie ludów bałtyjskich ok. 1200 roku

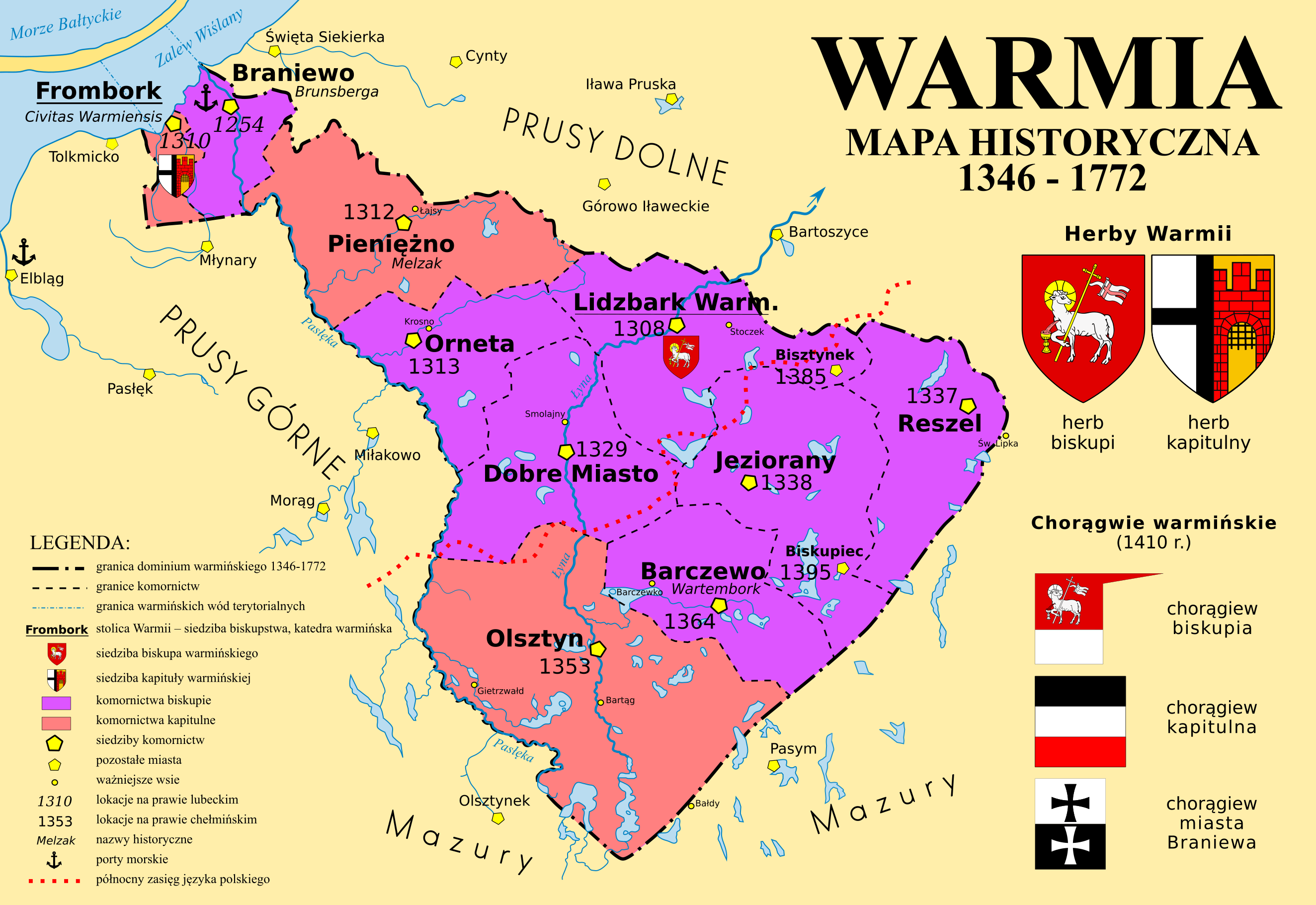
Warmia – mapa historyczna 1346-1772

Nazwa Warmii – pol. i łac. Warmia,  niem. Ermland,  warm. Warńija, maz. Warmzia, prus. *Wārmi. Początkowo nazwa krainy położonej u wybrzeża Zalewu Wiślanego, zamieszkałej przez pruski lud Warmów (Warmia plemienna), gdzie w 1243 roku umiejscowiono siedzibę biskupstwa warmińskiego. Od niej swą nazwę przejęło małe państwo kościelne i kraina historyczna (Warmia biskupia).

## Historia

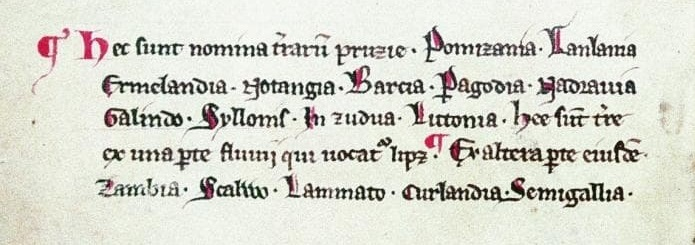
Lista ziem pruskich w duńskim kodeksie Liber Census Daniae z najstarszą wzmianką o Warmii (ok. 1210-1231 r.). Nazwa Ermelandia widoczna pierwsza w drugim rzędzie.

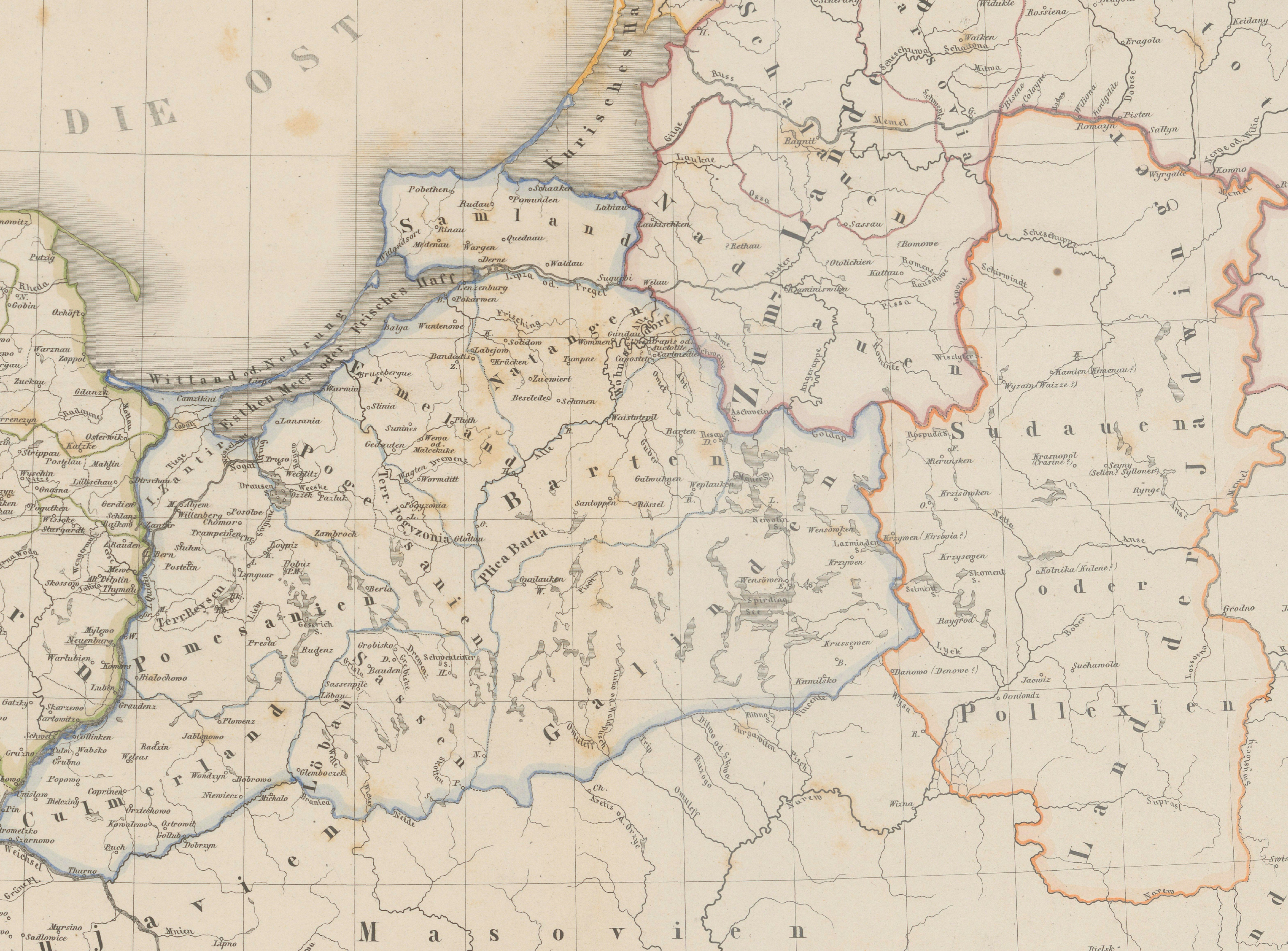
Prusy plemienne według Maxa Toeppena (1858). Zaznaczona Warmia plemienna oraz jej hipotetyczny główny ośrodek o nazwie Warmia na terenie późniejszego Fromborka.

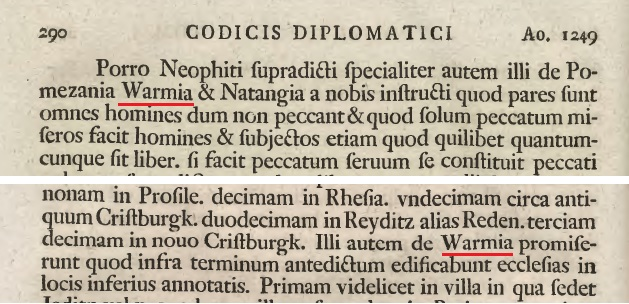
Nazwa Warmia w łacińskim tekście traktatu dzierzgońskiego z 1249 (przedruk Friedricha von Dregera z 1748 r.)

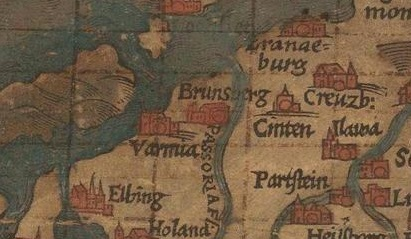
Frombork (jako Varmia) na mapie Polski z 1570 r.

Najstarsze zachowane wzmianki o Warmii pochodzą ze źródeł duńskich.
Dokument Genealogia Regum Danorum sporządzony w roku 1194, za panowania Kanuta VI, przez opata Wilhelma z Æbelholt, opisuje między innymi panowanie Kanuta Wielkiego, króla Danii w latach 1018–1035. Według dokumentu, Kanut Wielki pokonał i uczynił swoimi trybutariuszami pogańskie ludy Roanos (Rugiów), Pomeranos (Pomorzan), Sclauos (Słowian), Herminos oraz  Samos (Sambów). Kolejność wymienienia ludów wskazuje, że pod nazwą Herminos mogą kryć się Warmowie. Byłaby to najstarsza znana wzmianka pisemna o mieszkańcach Warmii.
Kolejna wzmianka pierwsza wymieniająca Warmię z nazwy, znajduje się w Liber Census Daniae, zbiorze dokumentów podatkowych duńskiego króla Waldemara II Zwycięskiego. W roku 1210 Waldemar II, któremu podlegało już Pomorze, wziął udział w wyprawie do Prus i podporządkował Danii terytoria na wschodnich wybrzeżach Bałtyku. W jego łacińskim dokumencie datowanym między 1210 a 1231 r. wśród piętnastu „nazw ziem pruskich” wymieniona jest Ermelandia.
Tekst: Hec sunt nomina terrarum Pruzie: Pomizania, Lanlania, Ermelandia, Notangia, Barcia, Pagodia, Nadrauia, Galindo, Syllonis in Zudua, Littonia. Hec sunt terre ex una parte fluvii, qui vocatur Lipz. Ex altera parte: Zambia, Scalwo, Lammato, Curlandia, Semigallia.
Tłumaczenie: To są nazwy ziem pruskich: Pomezania, Lanzania, Warmia, Natangia, Barcja, Pagodia, Nadrowia, Galindia, Syllonis w Sudowii, Litwa. To są ziemie od jednej części rzeki, która nazywa się Lipz (Pregoła). Od drugiej części: Sambia, Skalowia, Lammato, ziemia Kurów, ziemia Zemgalów.
Tylko dwie wymienione w tym zestawieniu ziemie, Warmia (Ermelandia) i Kurlandia (ziemia Kurów), zawierają końcówkę -landia. Może to świadczyć o dobrej znajomości nazw tych ziem przez duńskich żeglarzy.
Nazwę w formie Warmia po raz pierwszy wymienia list księcia pomorskiego Świętopełka skierowany do Zakonu krzyżackiego wystawiony 11 czerwca 1242 roku w Świeciu. Świętopełk zobowiązuje się między innymi wspierać Zakon w walce z „poganami Samie, Warmie ac Natangie”, czyli z Sambią, Warmią i Natangią.
Tekst: Adicimus eciam quod cum paganis Samie, Warmie ac Natangie, nunquam sine ipsis treugas aliquas neque pacem facere debeamus.
Tłumaczenie: Dodajemy również, że z poganami Sambią, Warmią i Natangią nigdy ani na żaden rozejm się nie zgodzimy, ani żadnego pokoju nie uczynimy.
Natomiast najstarszym wewnętrznym dokumentem pruskim wzmiankującym Warmię jest decyzja biskupa chełmińskiego Heidenryka z 10 marca 1246 roku dotycząca zatargu Zakonu z mieszczanami z Lubeki, którzy bezprawnie zbudowali miasto nad Pregołą i kilka folwarków na terenie Sambii, Witlandii i Warmii (kilkakrotnie: Sambie, Widlandie, Widlandesort, Warmia, Warmie).
Również znany traktat dzierzgoński z 7 lutego 1249 roku, zawarty między Zakonem a plemionami pruskimi przy pośrednictwie legata papieskiego na Polskę Jakuba z Leodium, dwukrotnie wzmiankuje łacińską nazwę Warmia.
Z roku 1262 pochodzi wersja Wormeland, która jednak nie weszła trwale do użycia. W roku 1299 pojawia się forma Ermelandt, która utrwaliła się później w niemieckim jako Ermland. Niemiecka wersja wywodzi się z nazwy używanej wcześniej przez Duńczyków.
Zatem od XIII wieku są w użyciu dwie wersje nazwy krainy. Pierwsza wersja „morska” –  Ermeland wprowadzona przez duńskich żeglarzy, którzy docierali do wybrzeży warmińskich drogą morską, a następnie przejęta przez niemieckich osadników. Druga wersja „lądowa” – Warmia używana przez obserwatorów i przybyszy pochodzących z ziem polskich, z Pomorza i ziemi chełmińskiej (książę pomorski, biskup chełmiński, legat papieski na Polskę). Druga wersja, dominująca w łacińskich dokumentach, upowszechniła się wraz z dotarciem drogą lądową z ziemi chełmińskiej na Warmię zakonu krzyżackiego i administracji kościelnej. Pozostała też obecna w języku polskim.
Średniowieczna łacińska forma Warmia występuje najczęściej w formie przymiotnikowej, zwłaszcza w określeniu biskupstwa warmińskiego (Episcopatus Warmiensis). W nowożytnej łacinie zapisywano ją również jako Varmia.
W 1326 roku krzyżacki kronikarz Piotr z Dusburga wymienia również nazwę ludu Warmów (łac. Warmienses):
Tekst: Terra Prussie in XI partes dividitur (...). Quarta Warmia, in que Warmienses.
Tłumaczenie: Ziemia pruska dzieli się na jedenaście części (...). Czwartą Warmia, w której są Warmowie.
Od średniowiecza Frombork, czyli siedzibę biskupstwa nazywano również Civitas Warmiensis („miasto warmińskie”), a na niektórych mapach nowożytnych skrótowo określano go po prostu jako Varmia (od XVI wieku). Według niektórych historyków może to wskazywać na istnienie tam w czasach plemiennych ośrodka włości o nazwie Warmia, które dałoby nazwę całemu plemieniu i krainie.

## Etymologia

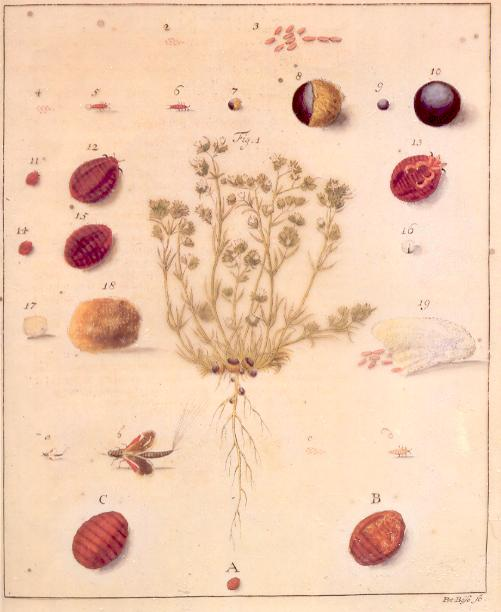
Cykl życia czerwca polskiego, głównego czerwonego barwnika w średniowieczu (rycina z 1731 r.)

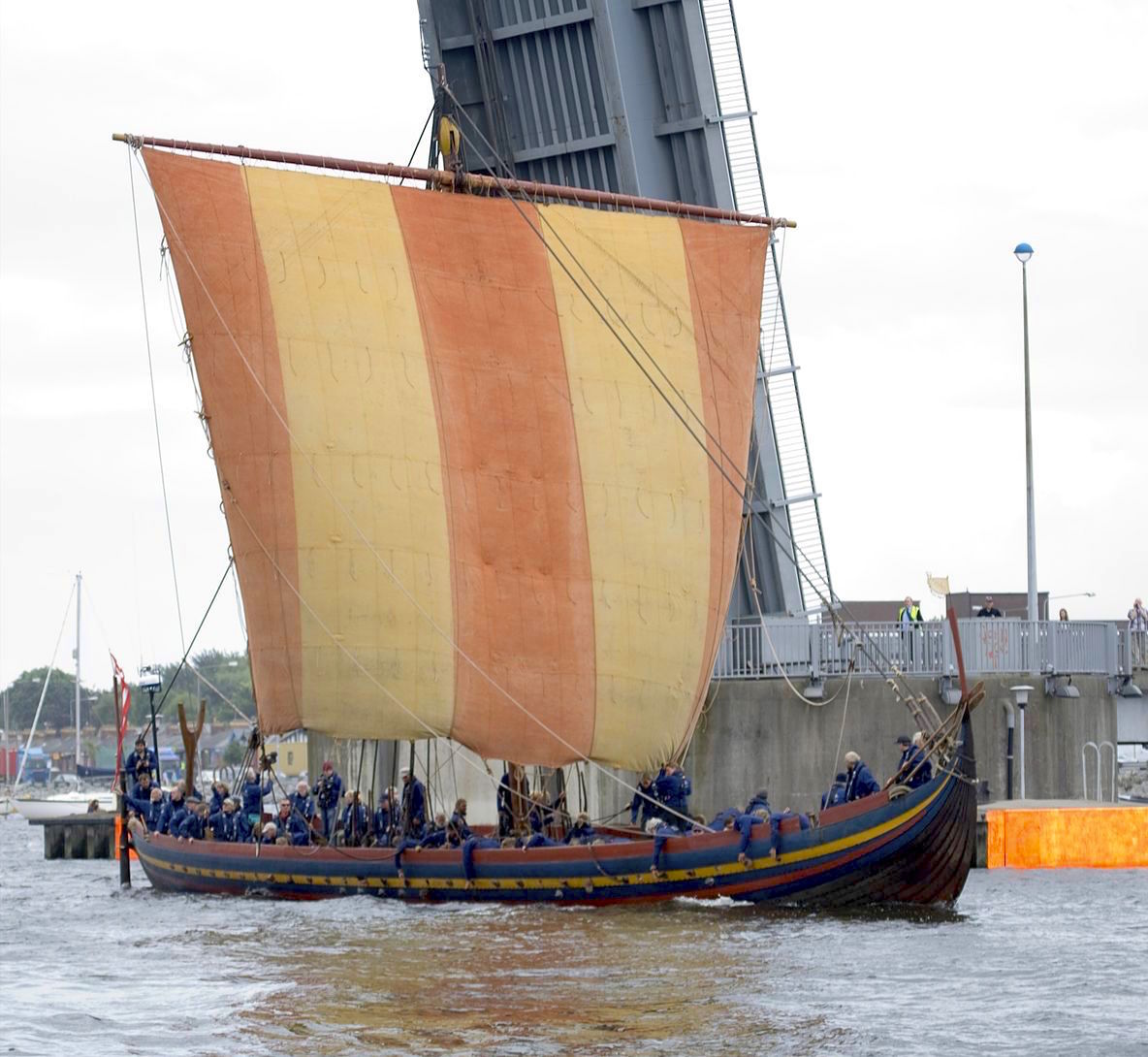
Współczesna rekonstrukcja statku wikińskiego. Źródła potwierdzają, że Skandynawowie cenili żagle i odzież w barwie czerwonej.
Tkaniny w tym kolorze zawieźli aż do Ameryki

Etymologia nazwy Warmia nie jest pewna. Nie wiadomo, czy nazwa ludu Warmów pochodzi od nazwy krainy, czy odwrotnie. Istnieje na ten temat kilka hipotez.

### Kraina czerwona, kraina czerwców
Najczęściej przywoływana hipoteza wywodzi nazwę Warmii od słowa wormyan, „czerwony”:
- Pruskie słowo urminan oznaczające kolor czerwony[14][15] zapisane zostało jako wormyan w „Słowniku elbląskim” z ok. 1400 r.[16] i jako warmun w słowniku Szymona Grunaua z pocz. XVI w.[17]. Współcześni badacze litewscy i rosyjscy proponują zrekonstruowaną na podstawie tego przymiotnika hipotetyczną bałtyjską nazwę krainy *Wārmi (lub *Vɔ̄rmē, *Vārmē)[18][19]. Zgodnie z tym nazwa Warmia oznacza „czerwoną krainę”[20][21]

- Według innej hipotezy nazwa ma związek ze źródłosłowem oznaczającym robaka lub owada. Łączy się ją z litewskim słowem varmas – komar[22][23]. Również w językach germańskich występuje słowo worm, wurm lub ourm w znaczeniu robak lub wąż[24]. W staroruskim natomiast znane było słowo вермие (wiermie, owady, szarańcza)[25]. W językach bałtyjskich i słowiańskich wyraz ten mógł być germańskim zapożyczeniem (np. z gockiego waurms) lub miał z nim wspólny indoeuropejski rdzeń *wrmi- (por. łacińskie vermis – robak)[26][27]. Zatem Warmia oznaczałaby „krainę robaków”.

- Pierwsza i druga hipoteza nie muszą się wykluczać, ponieważ według językoznawców pruski przymiotnik wormyan (urminan) ma charakter odrzeczownikowy i pochodzi od słowa robak, czerw (zrekonstruowane pruskie *warm- lub *urm-)[28][29][23], podobnie jak w języku polskim słowo czerwony pochodzi od słowa czerw. Również w innych językach można zauważyć związek obu słów[30]. Ukraińskie słowo вермяний (wermianyj, czerwony) wywodzi się od staroruskiego słowa вермие (wiermie, owady, szarańcza)[31][32][25]. Podobną etymologię mają np. starofryzyjskie worma (purpura), staroangielskie wurma (szkarłatnik) oraz niektóre wyrazy romańskie[33]. W litewskim słowo värmas oznacza natomiast kolorowy.

Związek obu słów wyjaśnia fakt, że w starożytności i średniowieczu podstawowym barwnikiem koloru czerwonego wykorzystywanym w Europie w produkcji tekstylnej były larwy czerwca polskiego (Porphyrophora polonica), owada z rzędu pluskwiaków. Jak podsumowuje Stanisław Achremczyk nazwa Warmii „wywodzi się od pruskich słów wormyan lub wurman, które można przetłumaczyć jako ziemia czerwona.  Pojęcie zostało utworzone od czerwia barwnika, którym barwiono białe płótno”.
Jest możliwe, że we wczesnym średniowieczu warmińskie pobrzeża Zalewu Wiślanego były obszarem pozyskiwania larw czerwców lub że Skandynawowie poprzez Warmię importowali ten ceniony przez nich barwnik z Europy środkowo-wschodniej. Poza niewielkim obszarem w południowo-wschodniej Szwecji, czerwce nie występują bowiem na terenie Skandynawii, Wysp Brytyjskich i większości terenów Europy zachodniej i południowej, są zaś powszechne w Europie środkowej i wschodniej.
Możliwe również, że w trakcie wzajemnych kontaktów zachodni Prusowie zapożyczyli germańskie słowo worm (czerw), od którego utworzył się pruski przymiotnik wormyan (czerwony). Zgodnie z tą tezą Warmia oznaczałaby więc zarówno w językach germańskich, jak i pruskim czerwoną krainę i krainę czerwców, na podobnej zasadzie jak Grody Czerwieńskie czy Ruś Czerwona, które również były obszarem pozyskiwania i eksportu barwnika z czerwców.
- Według niektórych historyków nazwa Warmii jest oparta na „nie dającej się już zidentyfikować nazwie rzeki o znaczeniu «Czerwona»”. Hipoteza ta opiera się również na znaczeniu pruskiego słowa wormyan[39].

Według niektórych historyków (np. hipotezy Jana Powierskiego) częste określanie w źródłach Fromborka mianem „Miasta Warmińskiego” wskazywać może na istnienie tam w czasach Prusów ośrodka włości o nazwie Warmia (pr. *Wārmē), które miałoby dać nazwę całemu plemieniu i krainie.

### Inne hipotezy
Pojawiały się również inne hipotezy:

Herb Ornety (prus. Wurmeditin, niem. Wormditt) przedstawiający mitycznego węża lub smoka (niem. wurm, worm, nord. ourmr).

- Określenie Warmii niegdyś wiązano z podobną nazwą miasta Orneta (niemieckie Wormditt), które zbudowano na pruskim miejscu znanym jako Wormeditten lub Wurmeditin[41]. Według starszych koncepcji mógł to być główny ośrodek plemienia Warmów[42][43]. Znaczenie pruskiej nazwy nie jest pewne, być może oznacza „górę Warma (Warmów)”[44]. Najstarsza tradycja wiąże nazwę Ornety z wężem lub smokiem (niemieckie  worm, wurm, skandynawskie ourmr/orm, wąż), który jest też uwidoczniony w herbie miasta używanym na pieczęciach już w XIV wieku. Wówczas Wormeditten/Wurmeditin oznaczać mogło „górę węża (wężów)”. Uważa się, że mógł to być lindworm (lindorm(inne języki)), legendarne zwierzę podobne do węża lub smoka, znane z mitologii nordyckiej, skandynawskich sag, wizerunków na kamieniach runicznych i ze średniowiecznej heraldyki[45]. Być może Wormeditten było pruskim lub skandynawskim ośrodkiem władzy lub miejscem związanym z kultem mitycznego węża, od którego nazwę wzięła cała Warmia, „kraina węża (wężów”). Słabą stroną hipotezy orneckiej jest fakt, że najstarsze źródła zaliczają ziemie nad Drwęcą Warmińską (nad którą leży Orneta) do Pogezanii, nie Warmii[46].

- Według innych hipotez nazwa Warmii ma związek z germańskim przymiotnikiem warm – ciepły, gorący, który w języku gockim miał nawet czasownikową formę warmjan – ogrzewać[47]. Nazwa Warmii znaczyłaby więc wówczas „ciepła (gorąca) kraina”.

- Karol Szajnocha uważał, że nazwa Warmii jest „prostym powtórzeniem” nazwy skandynawskiej krainy Värmland (Wermelandia)[48]. Podobnie uważał niemiecki historyk Batzel[49]. Värmland, dziś prowincja w środkowej Szwecji, był pierwotnie częścią Gotalandii, prawdopodobnej kolebki Gotów. Nazwa krainy wiąże się z nazwą jeziora Värmeln(inne języki) i pochodzi od dawnej nazwy przepływającej przez nie rzeki Värma (*Værma, rzeka ciepła, gorąca), dziś znanej jako Borgviksälven(inne języki), która wpływa do Wener, największego jeziora Szwecji (jest to zlewisko Göta älv, „rzeki Gotów”)[50]. Nazwa Värmland oznacza krainę nad rzeką Ciepłą. Na terenie krainy zachowały się kurhany i znaleziska z wczesnego średniowiecza. Jak podaje średniowieczny autor sag Snorri Sturluson, do Värmlandu uciekł król Olof Trätälja („Drwal”) z dynastii Ynglingów (VII w.). Za nim przybyć miało tam wielu Szwedów, którzy uciekali przed okrutnymi rządami Ivara Vidfadme. Według sag, nadmiar osadników w Värmlandzie spowodował głód, za który oskarżono Olofa. Król został złożony Odynowi na ofiarę, a władzę przejął jego syn Ingjald[51]. W łacińskich źródłach nazwę Värmlandu zapisywano jako Varmelandia[52], Vermelandia[53], Wermelandia[54], Værmalandia, Værmolandia itp.

### Legendy
Według późniejszych legend (zapisanych na pocz. XVI wieku przez Szymona Grunaua) nazwa Warmii pochodziła od wodza imieniem Warmo, jednego z dwunastu synów Widewuta, legendarnego pierwszego króla Prusów. Żona Warma zaś, która miała panować po jego śmierci, nazywać się miała Erma, a wyjaśniało niemiecką nazwę krainy.

## Wpływy skandynawskie i germańskie

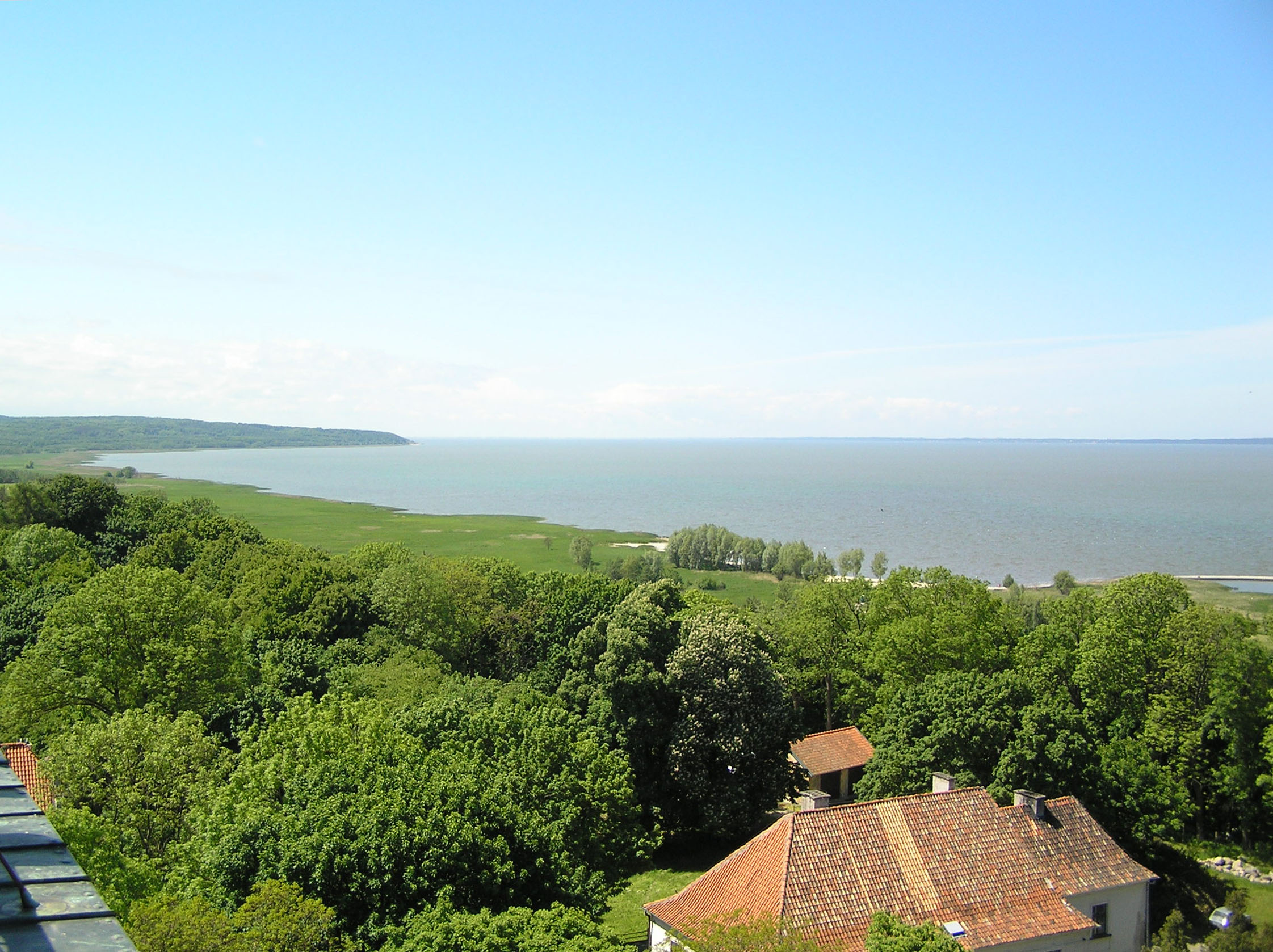
Warmińskie wybrzeża Zalewu Wiślanego widziane z wieży fromborskiej

Mapa ekspansji wikingów
VIII wiek, IX wiek, X wiek, XI wiek,
obszary penetrowane

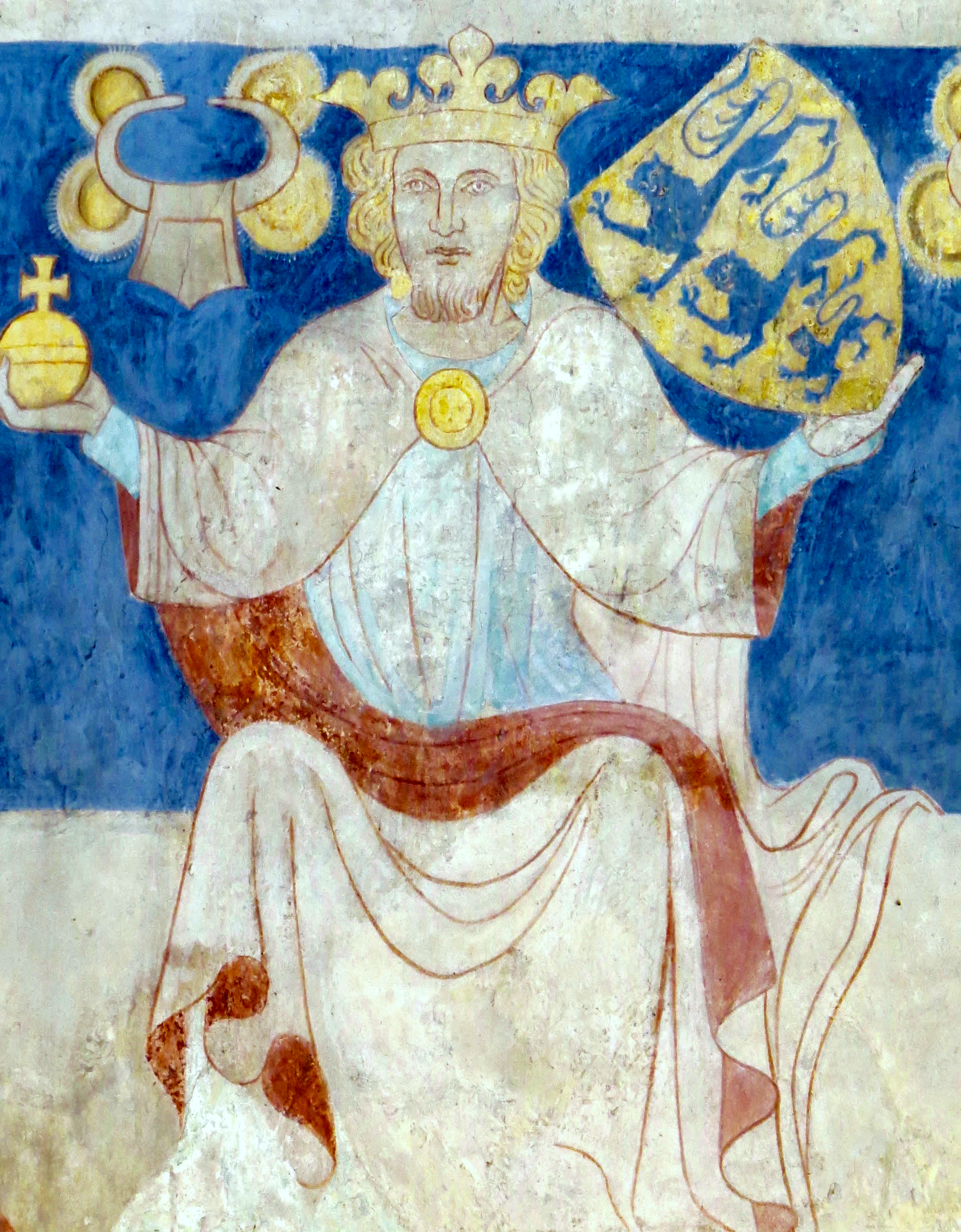
Waldemar II Zwycięski na fresku królewskim w kościele w Ringsted, miejscu pochówku królów Danii.

Rozmieszczenie plemion pruskich w XIII wieku według Henryka Łowmiańskiego. Warmowie zajmują wybrzeże Zalewu Wiślanego.

Germańską etymologię nazwy Warmia uprawdopodobnia fakt, iż pobrzeża Zalewu Wiślanego znajdowały się w orbicie zainteresowań Skandynawów od pierwszych wieków n.e. aż do podboju krzyżackiego.
W początkach naszej ery południowe wybrzeża Bałtyku, po obu stronach ujścia Wisły, znalazły się w obszarze osadnictwa i oddziaływania Gotów, czego pozostałością są świadectwa archeologiczne kultury wielbarskiej i liczne zapożyczenia gockie w językach bałtyjskich. Odkryte przez archeologów groby wskazują, że po ustąpieniu Gotów w IV-V wieku, obszar na wschód od dolnej Wisły zajęli Bałtowie, którzy grzebali swoich zmarłych razem z końmi. Rejony na zachód od Wisły zasiedlili Słowianie, zwani w źródłach Wendami.
Według piszącego w VI wieku Jordanesa, na wschód od ujścia Wisły mieszkali Widiwariowie (Vidivarii), którzy byli „mieszkanką różnych narodów”, zapewne bałtyjskich i  germańskich. Żyli oni na wschód od Wisły, ale jeszcze przed właściwymi siedzibami Estów, jak wówczas w źródłach określano wspólną nazwą ludy bałtyjskie i bałtycko-fińskie. Możliwe, że z Widiwariami można utożsamić elbląską grupę kulturową.
Germańskie pochodzenie miał również lud archeologicznej kultury grupy olsztyńskiej, żyjący na Pojezierzu Mazurskim po ustąpieniu Gotów, w VI-VII wiekach. Lud ten utożsamiany jest najczęściej z Herulami, pobratymcami Gotów, którzy około 512 roku powrócili z południa Europy nad Bałtyk. Natomiast według tradycji utrwalonej przez Galla Anonima, pruska ziemia Sasinów wzięła swą nazwę od mieszkających tam wcześniej Sasów, którzy drogą morską mieli wyemigrować z Saksonii na wschód od Wisły, uciekając przed agresją Karola Wielkiego.
Pomiędzy VIII a XI wiekiem basen Morza Bałtyckiego kontrolowali Wikingowie. Jak podaje Snorri Sturluson w Sadze o Ynglingach, już żyjący w VII/VIII wieku półlegendarny szwedzki król Ivar Vidfadme („Podróżnik”) miał władać znaczną częścią wysp i pobrzeży bałtyckich. Również mnich Rimbert w Żywocie świętego Ansgara (ok. 875 r) opisuje szwedzko-duńską rywalizację o wybrzeża wschodniego Bałtyku.
Od VIII do X wieku nad Zalewem Wiślanym obecni byli duńscy wikingowie, którzy założyli tam prężną osadę handlową Truso (okolice Elbląga) i stamtąd utrzymywali intensywne kontakty z sąsiednią ludnością estyjską (pruską). Odkryte na terenie Elbląga cmentarzyska wskazują na istnienie mieszanych rodzin skandynawsko-pruskich w tamtej okolicy. Według relacji anglosaskiego podróżnika Wulfstana, który dotarł do Truso około 890 r., na wschód od tej osady leżała kraina Witland, która miała należeć do Estów (prawdopodobnie nazwa ta jest pozostałością po Widiwariach, ziemia Witland/Widland wzmiankowana jest jeszcze w połowie XIII w., zob. wyżej). Sam Zalew Wiślany był nazywany Estmere („morze Estów”) i był w pełni kontrolowany przez duńskich żeglarzy z Truso.
Od IX wieku wzmogły się próby królów  i jarlów duńskich opanowania pruskiego półwyspu Sambii. Na X wiek datowany jest początek osadnictwa duńskiego w sambijskim stanowisku archeologicznym Kaup (Wiskiauty). Kronikarz Adam z Bremy (XI w.) wymienia wśród ziem podległych swojemu biskupstwu Sambię jako ziemię zamieszkaną przez pogańskich „Sambów czyli Prusów”. Źródłem jego informacji o wschodnim Bałtyku byli wikińscy żeglarze, między innymi norweski król Harald Hårdråde oraz duński jarl Ganuz Wolf. Począwszy od Adama z Bremy źródła zaczynają odróżniać bałtyjskich Prusów od bałtycko-fińskich Estów.
Według źródeł powstałych w XII-wiecznej Danii, Sambię podbić miał już Kanut Wielki na początku XI wieku. Jedno ze źródeł anglosaskich wspomina zdobyty przez Kanuta kraj Witland, a Genealogia Regum Danorum z 1194 oprócz Sambów i Pomorzan wymienia prawdopodobnie podbitych przez niego Warmów (Herminos, zob. wyżej).
Duńskie wpływy na Sambii wielokrotnie też wzmiankuje kronikarz Saxo Gramatyk w dziele Gesta Danorum (pocz. XIII w.). Wspomina on o wyprawach pół-legendarnych władców duńskich na Sambię podejmowanych w IX wieku: Ragnara Lodbroka (ok. 840 r.), Hastinga (853 r.) i Rorika (lata 857–862). Saxo wspomina też o podboju Sambii przez króla Frotho i przez Hakona, syna Haralda Sinozębego w X wieku. Szerzej opisuje też wyprawę Kanuta Wielkiego w celu ponownego podporządkowania Sambii, która nastąpiła krótko po roku 1014.
Według kronik i świadectw archeologicznych Duńczycy podejmowali też na Sambii osadnictwo oraz żenili się z sambijskimi kobietami. Również Sambowie bywali w Skandynawii. Według Adama z Bremy sambijscy kupcy wyprawiali się za morze, między innymi do Birki i Gotlandii. Saga o potomkach Kanuta opowiada o sambijskim kupcu imieniem Vidgot (Vidgaut), który podróżował po basenie Morza Bałtyckiego. Odwiedził on około 1120 roku duńskiego księcia Kanuta Lavarda, któremu ofiarował 8000 białych futerek za przezimowanie go w Hedeby, gdzie schronił się przed kurońskimi piratami. Z sagi wynika, że Vidgot podzielił się z księciem duńskim obszernymi informacjami o wybrzeżach bałtyckich, a nawet pośredniczył w jego małżeństwie z Ingeborgą, córką kijowskiego Mścisława I Haralda.
Wybrzeże warmińskie we wczesnym średniowieczu rozciągało się zatem dokładnie pomiędzy dwoma prężnymi ośrodkami duńskimi, Truso i Sambią. Możliwe też, że częściowo pokrywało się z dawną ziemią Widiwariów i krainą Witland. Być może już wówczas nazywano je „czerwoną ziemią” lub „ziemią czerwców”.
W roku 1210 do Prus wyprawił się duński król Waldemar II Zwycięski. Jego wyprawa miała charakter krucjaty i była odpowiedzią na apel papieża Innocentego III. Król Danii czasowo opanował nie tylko Prusy, ale też zajęte po drodze Pomorze. Dokumenty podatkowe Waldemara II jeszcze w następnych dziesięcioleciach wymieniają podległe mu ziemie pruskie, między innymi znaną już z nazwy Warmię (Ermelandia), a także sąsiednie Pomezanię, Lanzanię, Sambię i inne (zob. wyżej). W 1215 chrześcijaństwo w Lanzanii przyjęła grupa Prusów, prawdopodobnie Warmów, na czele z lokalnym szlachcicem Warporem, co nastąpiło w wyniku działalności cystersa Chrystiana z Oliwy wspieranego przez Duńczyków.
Jak uważa historyk Stanisław Achremczyk, „powstanie wspólnotowego związku, noszącego nazwę Ermelandia, Warmia, należy łączyć z królem Danii Waldemarem, który w 1210 r. podjął rozmowy ze wspólnotami, mieszkającymi w dorzeczu dolnej Pasłęki i Rzeki Świeżej. Na tym terytorium istniały też ziemie Plut, Wewa, Wormdhitt”.
Krótko potem, w roku 1237, do Zalewu Wiślanego docierają Krzyżacy i w pobliżu dawnego Truso zakładają miasto Elbląg. W roku 1239 następuje podbój plemiennej Warmii. Możliwe, że rycerze Zakonu Niemieckiego korzystają podczas podboju z efektów wcześniejszej obecności Skandynawów i ich wiedzy o ziemiach pruskich. Być może spotykają w Prusach, zwłaszcza na wybrzeżu, potomków dawnych osadników mówiących germańskimi dialektami lub Prusów, którzy posługują się językiem nordyjskim, którego nauczyli się w kontaktach z Duńczykami. Wyjaśniałoby to przejęcie przez niemieckich osadników skandynawskiej nazwy Ermeland.